# 2321 Lužnice
2321 Lužnice è un asteroide della fascia principale del diametro medio di circa 17,67 km. Scoperto nel 1980, presenta un'orbita caratterizzata da un semiasse maggiore pari a 3,0061290 au e da un'eccentricità di 0,0644690, inclinata di 7,79689° rispetto all'eclittica.
L'asteroide è dedicato al fiume omonimo fiume della Repubblica Ceca.